# 菊の間
菊の間（きくのま）は、江戸城の表座敷の一つである。

## 概略
元治元年の仮普請図によれば、南は廊下をへだてて紅葉の間に隣し、北はただちに雁の間、東は表右筆所に近く、西は入側をへだてて雨落のむこうはるかに松の廊下に相対する。
ふすま絵が、籬にキクであることからこの名がついた。
将軍との謁見の前に江戸幕府成立後に取り立てられた無城クラスの譜代大名が菊の間に詰めた。また譜代・親藩大名が創設した支藩の当主も菊の間に詰めに
小大名、詰衆嫡子、大番頭、書院番頭、小姓組番頭などが登城の際の詰所である。詰衆並は、この縁頬を詰所とした。